# Aethecerus foveolatus.
Aethecerus foveolatus. är en stekelart som beskrevs av František Gregor Jr 1940. Aethecerus foveolatus. ingår i släktet Aethecerus och familjen brokparasitsteklar. Inga underarter finns listade i Catalogue of Life.